# 网脉十大功劳
网脉十大功劳（学名：Mahonia retinervis）是小檗科十大功劳属的植物，为中国的特有植物。分布于中国大陆的云南、广西等地，生长于海拔1,000米至1,500米的地区，见于开阔陡坡或岩坡灌丛中，目前尚未由人工引种栽培。